# 申贝克
申贝克是德国石勒苏益格－荷尔斯泰因州的一个市镇。总面积6.11平方公里，总人口167人，其中男性84人，女性83人（2011年12月31日），人口密度27人/平方公里。